# Powiat Gárdony
Powiat Gárdony (węg. Gárdonyi járás) – jeden z dziesięciu powiatów komitatu Fejér na Węgrzech. Siedzibą władz jest miasto Gárdony.

## Miejscowości powiatu Gárdony
- Gárdony
- Kápolnásnyék
- Nadap
- Pákozd
- Pázmánd
- Sukoró
- Velence
- Zichyújfalu